# Neneca (futebolista, 1980)
Anderson Soares da Silva, mais conhecido como Neneca (Rondonópolis, 11 de setembro de 1980), é um ex-futebolista brasileiro que atuava como goleiro. Atualmente é coordenador técnico do União Rondonópolis.

## Carreira

### União Barbarense
Foi o goleiro titular do União Barbarense em sua conquista do Campeonato Brasileiro - Série C, no ano de 2004. Em Santa Bárbara d'Oeste foi destacado várias vezes como ídolo da torcida, que até hoje pede a volta do goleiro ao time alvi-negro.

### Rio Branco de Andradas
Teve um desempenho considerável no Campeonato Mineiro de 2007 com a equipe de Rio Branco e acabou sendo contratado pelo Santo André.

### Santo André
Depois de um começo difícil pela equipe, o goleiro conseguiu se adaptar ao estilo do Santo André e logo foi ganhando a confiança da torcida. Em 2008, Neneca foi considerado um dos melhores goleiros do Campeonato Brasileiro Série B,[carece de fontes?] na qual o Santo André terminou como vice campeão.
Fez sua partida de número 100 com a camisa do Santo André no dia 15 de Março de 2009, diante do Corinthians, em partida válida pelo Campeonato Paulista daquele mesmo ano. No Campeonato Brasileiro, apesar de ter sido um dos melhores goleiros, não evitou a queda do Ramalhão para a Série B.

### Oeste
No dia 28 de Janeiro de 2010 acertou sua transferência para o Oeste, onde foi jogar o Campeonato Paulista, depois voltou para o Santo André.

### América Mineiro
Em 2011 foi contratado pelo América Mineiro para a disputa do Campeonato Brasileiro de 2011. Sua apresentação aconteceu no dia 10 de março de 2011. O goleiro foi um dos principais destaques da campanha que colocou o América na final do Campeonato Mineiro, após 11 anos de ausência, justo no ano do centenário da equipe. Depois de pegar pênalti contra o Cruzeiro na fase semifinal, foi eleito o melhor goleiro da competição.

### Figueirense
Acertou com o Figueirense em decorrer de 2013 e teve uma péssima passagem, sendo sempre muito criticado pela torcida, após o termino de seu contrato, o mesmo foi liberado do clube catarinense.

### Guarani
No dia 4 de dezembro de 2014, acertou para a temporada de 2015, com o Guarani.

### Botafogo-SP
No dia 14 de junho de 2015, acertou com o Botafogo-SP para a disputa do Campeonato Brasileiro da Série D, onde conquistou a Série D daquele ano. Ficou no clube até o ano de 2017.

### Retorno ao Santo André
Depois de 7 anos Neneca volta ao Santo André, onde é ídolo para a disputa Paulistão 2018.

## Títulos
União Barbarense
- Campeonato Brasileiro Série C - 2004

Santo André
- Campeonato Paulista Série A2 - 2008

Figueirense
- Campeonato Catarinense: 2014

Botafogo-SP
- Campeonato Brasileiro - Série D: 2015

### Prêmios individuais
- Melhor goleiro do Campeonato Mineiro: 2012